# 이라부 대교
이라부 대교(伊良部大橋 이라부오하시[*])는 일본의 오키나와현 미야코지마시의 미야코섬과 이라부섬을 연결하는 다리이다.
2006년 3월 18일에 착공하여 2015년 1월 31일 16시에 개통되었다. 길이 3,540 미터로, 통행료를 징수하지 않는 다리로서는 일본 최대 다리이다. 총 사업비는 399억 엔이다.